# Politodorcadion balchashense
Politodorcadion balchashense är en skalbaggsart. Politodorcadion balchashense ingår i släktet Politodorcadion och familjen långhorningar.

## Underarter
Arten delas in i följande underarter:
- P. b. balchashense
- P. b. betpakdalense